# 卡罗比奥-德利安杰利
卡罗比奥-德利安杰利（義大利語：Carobbio degli Angeli）是意大利贝加莫省的一个市镇。总面积6平方公里，人口4610人，人口密度768.3人/平方公里（2009年）。国家统计（ISTAT）代码为016055。